# 陳少棠
陳少棠，MH，JP，香港政治人物，現任油尖旺區議會委任議員，香港經濟民生聯盟（經民聯）成員，並擔任該黨油尖旺支部副主席。歷任多屆油尖旺區議會議員，在九龍西地區具有一定影響力。2008年北京奧運期間曾擔任香港區火炬接力火炬手，同年獲香港特區政府頒授榮譽勳章（MH）；2015年獲委任為太平紳士（JP），以表彰其多年來於社區服務方面的貢獻。2022年獲選為吉林省政協委員。

## 區議會服務與選舉紀錄
- 1999年：首次參選油尖旺區議會佐敦谷選區，落選，對手為民主建港協進聯盟提名的劉志榮，得票626對1142。[1]
- 2003年至2015年：連續三屆當選油尖旺區議會議員，涵蓋尖沙咀北及佐敦西選區。2003年擊敗自由黨候選人，2007年及2011年成功連任。[2]
- 2019年：於佐敦西選區競逐連任，最終被民主派朱慧芳擊敗，未能成功連任。[3]
- 2023年起：獲委任為油尖旺區議會委任議員。[4]

## 公職與榮譽

### 政府委員會公職(部份)
- 中央撲滅罪行委員會委員
- 大型體育活動事務委員會委員
- 懲教署投訴上訴委員會成員

### 地區／社會團體職務（部份）
- 紫荊文化集團紫荊研究院高級研究員
- 香港內地青年義工交流協會首席總監
- 吉林省社團總會副會長
- 佐住里主席
- 油尖旺社團聯會名譽顧問
- 香港童軍總會油尖旺區名譽顧問
- 油尖區康樂體育會委員

## 地區工作與倡議
多年來，陳少棠積極參與地區事務，致力回應社區實際需要，推動多項具影響力的政策建議與先導計劃。他關注寵物活動空間短缺，率先倡議設立寵物公園，推動人寵共融文化；亦聚焦舊區樓宇管理困難，推動「聯廈聯管」計劃以提升治理效能。此外，他於擔任撲滅罪行委員會主席期間策劃安居油尖旺」計劃，提升地區安全設施；又針對旺角街頭擾民問題，提出取消行人專用區，倡導秩序管理改革。

### 寵物公園
陳少棠是首位於油尖旺區議會提出設立寵物公園構想的議員，相關建議可追溯至2004年。他指出市區缺乏合法且安全的寵物活動空間，對寵物主人與鄰舍關係構成壓力，遂倡議政府於閒置地或合適空間中設置寵物公園供市民使用。其建議於2010年代初獲政府接納，隨後陸續於多區落實，有助推動人寵共融文化，並改善社區環境。

### 安居油尖旺
為應對地區罪案及提升居民安全感，陳少棠於其擔任油尖旺撲滅罪行委員會主席期間，推動「安居油尖旺」計劃。該計劃於2010年代中推出，提供資助予居民、小商戶及「三無大廈」，安裝閉路電視監察系統，加強樓宇與街道保安。

### 旺角行人專用區
2018年，陳少棠聯同經民聯議員莊永燦、黃舒明及黃建新提出取消旺角西洋菜南街行人專用區的動議並獲通過。他倡議採用「彈性開放」模式替代原有制度，並推行表演者登記制度以平衡文化發展與民生需要。

### 聯廈聯管
2019年5月，陳少棠聯同經民聯黨友提出「聯廈聯管」先導計劃，建議由民政處協助相鄰樓宇組成聯合管理架構，鼓勵成立業主立案法團。他多次聯絡政府部門及舉辦簡介會，推動下而上的治理模式，提升社區自理能力。